# جلسان القرم
جُلَّسان القِرْم أو الأزالية الصفراء أو زهر العسل الأزالية هي نوع من النباتات المزهرة موطنها جنوب شرق أوروبا في القرم وجنوب غرب آسيا في القوقاز. توجد في أوروبا من جنوب بولندا والنمسا جنوباً عبر البلقان ومن الشرق إلى جنوب روسيا. وفي آسيا شرق القوقاز. ضروبه عديدة جميعها جنبات متوسطة وصغيرة تعلو من 100 إلى 170 سم. أوراقها إهليلجية طولها من 9 إلى 14 سم. عرضها من 3 إلى 4 سم. نصلها أمرط الصفحة العليا خملي السفلى. أزهارها فواحة العرف المستحب، كبيرة القد قطرها نحو 7 سم. إزهرارها يدوم شهراً واحداً من أواخر نيسان إلى أواخر أيار.